# Agua Verde, Sinaloa
Agua Verde är en ort i Mexiko.   Den ligger i kommunen Rosario och delstaten Sinaloa, i den centrala delen av landet, 800 km nordväst om huvudstaden Mexico City. Agua Verde ligger 11 meter över havet och antalet invånare är 4 192.
Terrängen runt Agua Verde är platt. Runt Agua Verde är det glesbefolkat, med 15 invånare per kvadratkilometer. Agua Verde är det största samhället i trakten. Omgivningarna runt Agua Verde är en mosaik av jordbruksmark och naturlig växtlighet.